# Fuentespreadas
Fuentespreadas est une municipalité espagnole de la communauté autonome de Castille-et-León et de la province de Zamora. En 2024, elle comptait 290 habitants.

## Géographie
La ville de Fuentespreadas se situe au confluent de trois ruisseaux (arroyos), à l'extrémité ouest du plateau castillan (Meseta Iberica), à une altitude d'environ 765 m . La capitale provinciale, Zamora , se trouve à 28 km (en voiture) au nord-ouest ; Salamanque est à 46 km au sud.

## Histoire
À l'époque préromaine, des groupes tribaux du peuple celte des Vettones s'installèrent dans la région , qui fut soumise par les Romains en 193 av. J.-C. ( Hispanie ). Plusieurs outils agricoles en fer découverts dans la commune et aujourd'hui conservés au Museo Arqueológico Nacional datent de l'Antiquité tardive. Ces outils ont permis de découvrir les fondations d'une propriété romaine ( villa rustica ) .  Aucune découverte n'est connue des périodes wisigothique ou islamique. La reconquête ( reconquista ) des zones peu peuplées et reculées par le royaume de León aux Xe et XIe siècles s'est probablement déroulée en grande partie sans combat puis la nouvelle colonisation ( repoblación ) a commencé . La plus ancienne mention du toponyme Fontibus Predatis date de 1233.

## Climat
Le climat continental tempéré est rarement influencé par l'Atlantique ; les précipitations (environ 485 mm/an) tombent principalement en hiver.

## Développement démographique
| Année      | 1857 | 1900 | 1950 | 2000 | 2020 | 2024 |
| Population | 532  | 636  | 736  | 407  | 280  | 290  |

Le déclin démographique important de la seconde moitié du XXe siècle est principalement dû à la mécanisation de l’agriculture et à la perte d’emplois et l'exode rural qui en découle .

## Économie
L'agriculture, la plantation de vignes , d' oliviers et d'arbres fruitiers, ainsi que l'élevage de bovins , d'ovins et de caprins , jouent traditionnellement le rôle le plus important dans l'économie de la commune. Dès le Moyen Âge, la ville servait de centre de commerce, d'artisanat et de services pour les hameaux et les fermes isolées de la région, aujourd'hui abandonnés. Depuis les années 1960, le tourisme génère des revenus supplémentaires grâce à la location de maisons vides transformées en résidences de vacances (casas rurales) .

## Tourisme
L' église San Cristóbal, à nef unique, fut construite aux XIIe et XIIIe siècles. L' édifice actuel, en grande partie en pierre de taille, est le fruit d'une rénovation du XIVe siècle. L' abside romane fut surélevée à cette époque. La façade occidentale, dépourvue d'ornementation et de portail, est surmontée d'un clocher-mur (espadaña) en deux parties, en briques du XIXe siècle ; le portail d'entrée se trouve dans un porche ouvert ( portico ) , ajouté ultérieurement, côté sud. 
Sur une maison près de l'église se trouve un blason en stuc (escudo) du XVIIe et XVIIIe siècles.

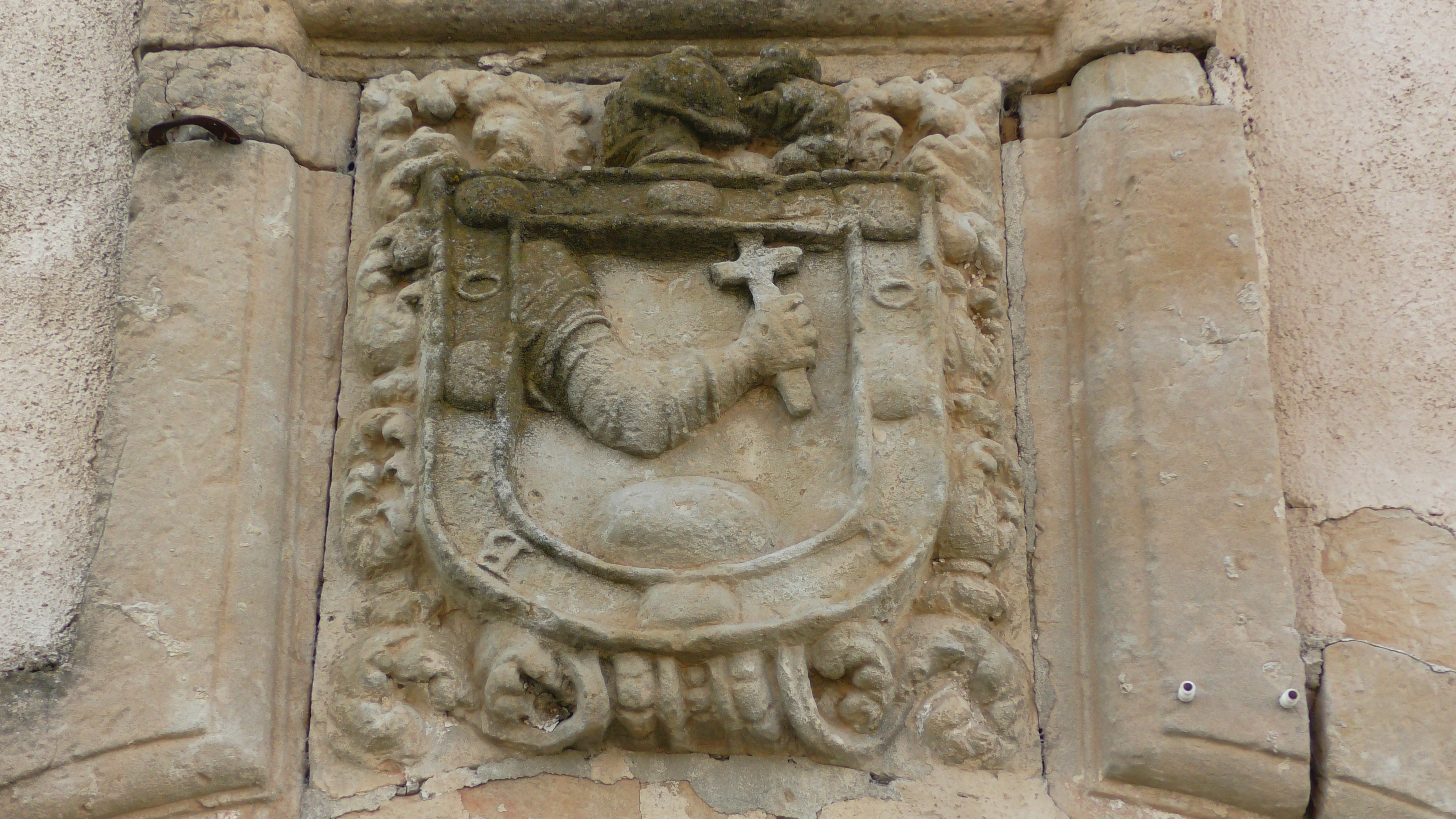
Blason en stuc